# ESME Sudria
A ESME Sudria (ou École Spéciale de Mécanique et d'Électricité ou ESME) é uma  escola de engenharia, instituição de ensino superior localizada em Paris e Bordéus e Ivry-sur-Seine e Lille e Lyon, França. Fundada em 1905, é uma das mais antigas e prestigiadas escolas de engenharia da França. Tem o estatuto especial de Grande Estabelecimento (Grande École).
Conhecida pela sua orientação internacional, tem parcerias como Universidade de Leeds, Instituto de Tecnologia de Illinois, Universidade Estadual de San José, Universidade de Wollongong, Universidade da Califórnia (San Diego) e Universidade de Boston.
École centrale de Paris é uma parte do IONIS Education Group, do qual também fazem parte as Institut polytechnique des sciences avancées, IONIS School of Technology and Management,... e ESME Sudria.